# Lijst van oorlogsmonumenten in Hollands Kroon
De Nederlandse gemeente Hollands Kroon heeft 9 oorlogsmonumenten. Hieronder een overzicht.
| Nr.  | Object                        | Herdachte groep | Ontwerper                            | Onthulling      | Type        | Locatie                               | Plaats         | Coördinaten                   | Foto                          |
| ---- | ----------------------------- | --- | ------------------------------------ | --------------- | ----------- | ------------------------------------- | -------------- | ----------------------------- | ----------------------------- |
| 1369 | Monument Ventweg              | burgerslachtoffers                                                                                                 | J. Zandstra                          | 4 mei 1947      | zuil        |                                       | Westerland     | 52° 53' 42" NB, 4° 55' 22" OL | Monument Ventweg              |
| 1370 | Monument op de begraafplaats  | burgers voormalig Nederlands-Indië                                                                                 |                                      | 4 mei 1951      | gedenkmuur  | Noorderlaan, 1777 HL                  | Hippolytushoef | 52° 54' 38" NB, 4° 57' 20" OL | Monument op de begraafplaats  |
| 1817 | Oorlogsmonument Wieringerwerf | militairen in dienst van het Ned. Kon. na 1945, militairen in dienst van het Ned. Kon. 1940-1945, verzet Nederland | Albert Termote (1887-1978)           | 31 oktober 1946 | zuil        | Professor G Molierestraat, 1771       | Wieringerwerf  | 52° 51' 3" NB, 5° 1' 30" OL   | Oorlogsmonument Wieringerwerf |
| 2290 | Plaquette in het NS-station   | burgerslachtoffers                                                                                                 | ir. H.G.J. Schelling, H.J. Winkelman | 16 maart 1948   | plaquette   | Stationsweg 16, 1761 EB               | Anna Paulowna  | 52° 52' 3" NB, 4° 48' 46" OL  | Plaquette in het NS-station   |
| 2453 | Monument op de Afsluitdijk    | burgerslachtoffers                                                                                                 |                                      |                 | gedenksteen | Noorderdijkweg, 1771 MJ               | Wieringerwerf  | 52° 53' 23" NB, 5° 4' 22" OL  | Monument op de Afsluitdijk    |
| 3260 | Oorlogsmonument               | militairen in dienst van het Ned. Kon. 1940-1945, burgerslachtoffers, verzet Nederland                             | B.G. Zandstra                        |                 | zuil        | Rijksweg                              | Wieringen      | 52° 54' 35" NB, 4° 58' 51" OL | Oorlogsmonument               |
| 3280 | Gedenkmonument                | | H.J. Volten                          |                 | plaquette   | Burgemeester Mijnlieffstraat, 1760 AA | Anna Paulowna  | 52° 51' 34" NB, 4° 49' 55" OL |                               |
| 3325 | Gedenksteen aan het Wagenpad  | burgerslachtoffers                                                                                                 |                                      |                 | gedenksteen | Wagenpad 24, 1771 RM                  | Wieringerwerf  | 52° 47' 36" NB, 5° 5' 28" OL  |                               |
| 3431 | Joods monument                | vervolgden Nederland                                                                                               |                                      |                 | plaquette   | Nieuwesluizerweg 42, 1774 PE          | Slootdorp      | 52° 49' 54" NB, 4° 54' 4" OL  | Joods monument                |

Aalsmeer ·
Alkmaar ·
Amstelveen ·
Amsterdam ·
Bergen ·
Beverwijk ·
Blaricum ·
Bloemendaal ·
Castricum ·
Den Helder ·
Diemen ·
Dijk en Waard ·
Drechterland ·
Edam-Volendam ·
Enkhuizen ·
Gooise Meren ·
Haarlem ·
Haarlemmermeer ·
Heemskerk ·
Heemstede ·
Heiloo ·
Hilversum ·
Hollands Kroon ·
Hoorn ·
Huizen ·
Koggenland ·
Landsmeer ·
Laren ·
Medemblik ·
Oostzaan ·
Opmeer ·
Ouder-Amstel ·
Purmerend ·
Schagen ·
Stede Broec ·
Texel ·
Uitgeest ·
Uithoorn ·
Velsen ·
Waterland ·
Weesp ·
Wijdemeren ·
Wormerland ·
Zaanstad ·
Zandvoort